# Иосиф I (патриарх Константинопольский)
Патриа́рх Ио́сиф I Галесио́т (греч. Πατριάρχης Ιωσήφ Α΄ Γαλησιώτης; умер 1283) — Патриарх Константинопольский .
Занимал константинопольскую кафедру дважды: с 1266 по 1275, затем с 1282 по 1283. Противник унии с Римом.
Когда в 1274 году император Михаил VIII Палеолог, исходя из политических соображений, решил заключить унию с Римской церковью и признать главенство Римского первосвященника, патриарх Иосиф выступил против. Тем не менее на соборе в Лионе представителями императора и католическим духовенством была заключена церковная уния. Иосиф волей императора был смещён и на его место поставлен поддержавший унию Иоанн Векк.
После смерти императора в 1282 году патриарх-униат был сведён с кафедры и уния, так и не получившая поддержки среди православного населения империи, прекратила своё существование. Иосиф был восстановлен на кафедре. Новый император Андроник II созвал собор, признавший унию недействительной.
Патриарх Иосиф скончался в 1283 году.